# San Miguel-Jorge Chávez
San Miguel-Jorge Chávez es un caserío peruano ubicado en el distrito de Tambogrande, perteneciente a la provincia y departamento de Piura, al norte del Perú. 

## Ubicación
San Miguel-Jorge Chávez se ubica al noroeste de la provincia de Piura, en el distrito de Tambogrande, en el departamento de Piura.

## Demografía
En 2017 San Miguel-Jorge Chávez tenía una población de 247 habitantes.